# Dirk Boonstra
Dirk Boonstra (24 febbraio 1893 – Campo di concentramento di Dachau, 9 settembre 1944) è stato un poliziotto olandese, sergente della stazione di polizia di Grootegast, deportato nei campi di concentramento per aver rifiutato, assieme ai suoi colleghi, di arrestare sette ebrei anziani.

## Biografia
La mattina del 9 marzo 1943 Boonstra e i colleghi Jan Deddens, Klaas Berga, Tönnis Bulthuis, Theodorus Buunk, Tjerk van der Hauw, Geert Holvast, Roelf Mulder, Willem Vlijm e Jan Elzinga vennero incaricati di arrestare sette ebrei anziani residenti a Grijpskerk e deportarli nel campo di concentramento di Westerbork, ma rifiutarono di eseguire tale ordine. Due giorni dopo vennero convocati dal comandante distrettuale, che cercò di convincerli ad eseguire l'ordine. Rifiutarono nuovamente. Il giorno stesso vennero rimproverati dal comandante regionale di Groninga; anch'egli cercò di convincere i poliziotti, minacciandoli di venire deportati nei campi di concentramento. All'ennesimo rifiuto, vennero deportati nel Campo di concentramento di Herzogenbusch presso la cittadina di Vught e, dopo la fuga di un prigioniero avvenuta il 7 marzo 1944, isolati nel famigerato "bunker". Il 24 maggio Boonstra venne trasferito a Dachau, dove morì il 9 settembre dello stesso anno. I sette ebrei anziani vennero anch'essi deportati in un campo di sterminio e gasati subito dopo il loro arrivo. Il 14 novembre del 1988 Dirk ha ricevuto la nomina a Giusto tra le nazioni.